# Pseudeustetha philippina
Pseudeustetha philippina – gatunek chrząszcza z rodziny stonkowatych, podrodziny Galerucinae i plemienia Hylaspini.
Gatunek tan opisany został w 2002 roku przez Lwa N. Miedwiediewa.
Chrząszcz o ciele długości od 5,3 do 6,3 mm, barwy podstawowej żółtawobrązowej do ciemnoczerwonej. Głowa delikatnie punktowana na ciemieniu, opatrzona głębokim rowkiem za guzkami czołowymi. Czułki o krótkich członie drugim i wydłużonych, zbliżonych długościami członach następnych, ubarwione czarno z czerwonymi członami nasadowymi i jasnożółtawobrązowym członem dziewiątym. Na delikatnie i bardzo gęsto punktowanym, ponad dwukrotnie szerszym niż dłuższym przedpleczu obecne dwa skośne wgłębienia. Uda żółtawobrązowe, a pozostałe części odnóży czarne lub barwy ud. Pokrywy półtora raza dłuższe niż szersze, często przyciemnione do prawie czarnych, silnie i gęsto punktowane. Samiec ma zaokrąglony, lekko w widoku bocznym zakrzywiony wierzchołek i szeroką nasadę cienkiego edeagusa.
Owad znany z filipińskich wysp Palawan i Mindanao.